# Wong Fei-hung
Wong Fei-hung (chinesisch 黃飛鴻 / 黄飞鸿, Pinyin Huáng Fēihóng, Jyutping Wong4 Fei1hung4 Zi 達雲 / 达云,  Dáyún, Jyutping Daat6wan4, * Wong Sek-cheung 黃錫祥 / 黄锡祥,  Huáng Xīxiáng, Jyutping Wong4 Sek3-coeng4 am 19. August 1847 oder 9. August 1856 im Dorf Xiludan, Xiqiaoling [heute Bezirk Nanhai, Foshan], Kaiserreich China; † 25. März 1925 in Guangzhou, Republik China) war ein chinesischer Arzt der traditionellen chinesischen Medizin und Kampfkünstler. In China wird er als Volksheld geehrt. Er war der Sohn von Wong Kei-ying, auch beschrieben als Huang Qiying, einem legendären Kung-Fu-Meister.
Aufgrund seines unermüdlichen Bemühens, den Schwachen in Not beizustehen, genießt Wong Fei-hung noch heute in ganz China ein hohes Ansehen. Seine Tätigkeit als Arzt und die Tatsache, dass er viele bedürftige Menschen kostenlos behandelte, trugen zu seinem guten Ruf bei.
Mit Hilfe des von seinem Vater erlernte Hung Gar-Kungfus setzte er sich ständig zum Wohle des Volkes ein. So war er, ebenso wie sein Vater, Mitglied in einer Gruppe von Kampfkünstler, die sich „Die 10 Tiger von Guangdong“ nannte und sich für die Armen und Schwachen einsetzte. Er machte den Meteorhammer unter dem Volk sehr populär und erklärte ihn zu seiner Lieblingswaffe. 
In der daoistischen Ahnentempelanlage von Foshan ist ihm ein Museum – amtlich englisch Foshan Huang Feihong Memorial Hall – gewidmet. Sämtliche Informationen über seine Werke und Informationen rund um seine Geschichte sind dort zu sehen.
In den zahlreichen Hongkong-Filmen wird Wong meist mit wenig historischem Wahrheitsgehalt als fähiger Kampfkünstler dargestellt, der für die Gerechtigkeit der einfachen Bevölkerung eintritt, beispielsweise in Once Upon a Time in China oder Drunken Master.

## Familie

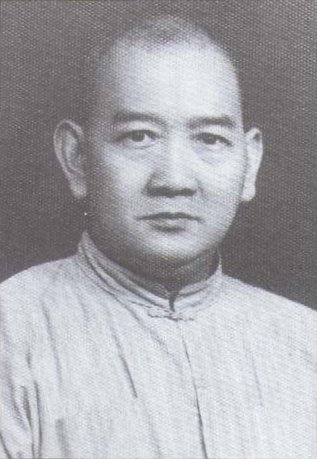
Wong Hon-hei – 黃漢熙 – Wong Fei-hungs Sohn

Nachdem seine erste Frau 1871 an Krankheit verstorben war, war Wong Fei-hung 25 Jahre lang Witwer. 1896 heiratete er seine zweite Frau, mit welcher er zwei Söhne und zwei Töchter bekam. Doch auch sie starb nach einiger Zeit wegen einer Krankheit. Er heiratete wieder 1902. Seine dritte Frau gebar zwei gemeinsame Söhne, verstarb jedoch auch an einer tödlichen Krankheit. Seine vierte und letzte Frau blieb von 1915 bis zu seinem Tod mit ihm zusammen. Die kompletten Namen seiner ersten drei Frauen sind unbekannt und nur seine Söhne sind bekannt.
Seine vierte Frau hieß Mok Kwai-lan (莫桂蘭). Sie starb am 11. März 1982 in Hongkong. Da Wong Fei-hung an einen Fluch glaubte, weswegen seine drei früheren Frauen an Krankheit starben, nahm er sie nie formal zur Frau. Offiziell war sie seine Konkubine. Wong hatte neben vier Söhne mindestens drei Enkel und sechs Enkelinnen als Nachfahren.
Die vier Söhne Wong Fei-hungs heißen:
- Wong Hon-lam (黃漢林,  Huáng Hànlín)[Anm. 5], geboren von seiner zweiten Frau.
- Wong Hon-sam (黃漢森,  Huáng Hànsēn)[Anm. 6], auch geboren von seiner zweiten Frau.
- Wong Hon-syu (黃漢樞,  Huáng Hànshū)[Anm. 7], geboren von seiner  dritten Frau.
- Wong Hon-hei (黃漢熙,  Huáng Hànxī)[Anm. 8], auch geboren von seiner dritten Frau.[12]